# 621 (číslo)
Šest set dvacet jedna je přirozené číslo. Následuje po čísle šest set dvacet a předchází číslu šest set dvacet dva. Římskými číslicemi se zapisuje DCXXI a řeckými číslicemi χκα.

## Matematika
621 je:
- Deficientní číslo
- Složené číslo
- Nešťastné číslo

## Astronomie
- (621) Werdandi je planetka hlavního pásu, kterou objevil v roce 1906 August Kopff

## Roky
- 621
- 621 př. n. l.